# Lenkergewicht

Lenkergewicht an einem Motorradlenker

Lenkergewichte werden seit den 1980er Jahren an Lenkerenden von Motorrädern angebracht, um höherfrequente Eigenschwingungen zu reduzieren. Sie finden neben Motorrädern auch an Lenkern von Arbeitsmaschinen Verwendung.
Bauteile an Fahrzeugen und Maschinen haben eine Eigenschwingung, die durch den Motor, Fahrwerk oder Fahrbahnverlauf angeregt wird. Anders als bei einer Stimmgabel sind die Eigenschwingungen eines Lenkerrohrs nicht auf eine Frequenz beschränkt, sondern wiederholen sich periodisch. Bei unterschiedlichen Frequenzen, beispielsweise bei verschiedenen Motor- oder Raddrehzahlen, schwingt das Lenkerrohr in unterschiedliche Richtungen. An den Rohrenden montierte Lenkergewichte verschieben die Eigenschwingung in niederfrequentere Bereiche. Je höher das angebrachte Gewicht ist, umso niederfrequenter ist die anregbare Frequenz des Rohres.
Ist der Lenker nicht ausbalanciert, z. B. weil ein falsches Gewicht montiert ist, dann kann dies zu einem Ziehen des Motorrades nach der schwereren Seite führen. Neben der Verminderung von als unangenehm empfundenen Vibrationen verringern Lenkergewichte auch die Gefahr einer Materialermüdung des Lenkerrohres.